# كلاريون تشوكوورا
الزعيمة كلاريون تشوكوورا (بالإنجليزية: Clarion Chukwura)‏ (ولدت باسم كلارا نيكا أولواتوين فولاشادي تشوكوورا، يوم 24 يوليو 1964) هي ممثلة وإنسانية نيجيرية.

## مسارها
درست كلاريون تعليمها الابتدائي في لاغوس، ثم تابعت تعليمها الثانوي في كلية كوين أوف ذا روزاري، ثم انتقلت لدراسة التمثيل وفن الخطابة في قسم الفنون المسرحية بجامعة أوبافيمي أوولوو. أخذت لقب سفيرة سلام للأمم المتحدة بفضل أعمالها الخيرية في جميع أنحاء أفريقيا. بدأت حياتها المهنية في التمثيل عام 1980 لكن شُهرتها أتت بعد مُشاركتها في مُسلسل تلفزيوني بعنوان «مرآة في الشمس». سنة 1982، فازت بجائزة أفضل ممثلة في المهرجان الأفريقي للسينما والتلفزيون في واغادوغو، وهي أول مُمثلة نيجيرية تفوز بالجائزة.

## حياتها الشخصية
ازدادت تشوكوورا في 24 يوليو 1964 في ولاية أنامبرا. في سنة 2016، تزوجت تشوكوورا للمرة الثالثة من أنتوني بويد، وتحولت بعدها إلى طائفة شهود يهوه المسيحية على غرار زوجها الجديد.

## أعمالها

### المُسلسلات
- طريق بيلو (1984),
- مرآة في الشمس (1984).
- تموجات (1989).
- قصة سوبر (2001).
- دليلة (2016- ).[10]

### الأفلام
- القوة النارية (1986).
- قوة المال (1982).
- وداعا بابل (1979).
- يموجا.
- أبي.
- غلامور غيرلز .2
- ليلة رائعة.
- الحب الإجباري.
- خيار ممنوع.
- مسك متلبسا.
- اتصال أبوجا.[11]
- بيضة الحياة.

## ألقاب وجوائز
- حصلت على لقب أدا إيجي إجي مبا الأولى لمدينة أونيتشا في ولاية أنمبرة.[12]
- جائزة أساطير نوليود في احتفال نوليود العشرين.
- فازت بجائزة مُمثلة السنة في مهرجان عموم أفريقيا في واغادوغو عاصمة بوركينا فاسو.
- فازت بجائزة أفرو هوليوود لأفضل ممثلة عن فيلم «غلامور غيرلز».
- فازت بجائزة ثيما لأفضل ممثلة مساعدة (يوروبا) سنة 2001.
- فازت بجائزة أفضل مُمثلة في مهرجان ليباتينو السينمائي في المكسيك سنة 2001.
- فازت بجائزة السينما الأفريقية سنة 2003.
- جائزة ريل لأفضل ممثلة سنة 2004.
- جوائز أكاديمية الأفلام الأفريقية لعام 2014 لأفضل ممثلة في دور رئيسي.

## روابط خارجية
كلاريون تشوكوورا على موقع IMDb (الإنجليزية)
- كلاريون تشوكوورا على موقع روتن توميتوز (الإنجليزية)